# Gagik Tsarukyan
Gagik Tsarukyan (en arménien: Գագիկ Ծառուկյան), né le 25 novembre 1956 à Arinj (RSS d'Arménie, Union Soviétique), est un homme d'affaires et un homme politique arménien.

## Biographie

### Parcours professionnel
Entrepreneur depuis les années 1980, il fonde Multi Group en 1995, qui regroupe aujourd'hui plus de 30 grandes entreprises dans différents secteurs économiques (élevage, produits laitiers, médias, boissons, meubles, chimie, pharmaceutique, ciment, immobilier, automobiles, etc.). En 2003, il s'associe à Versand Hakobyan pour fonder Air Armenia. Il est considéré comme l'un des hommes les plus riches d'Arménie.

### Politique
En 2003, il est élu député pour la 42e circonscription. Siégeant d'abord à l'Assemblée nationale comme indépendant, il est membre des commissions de la Sécurité nationale, des Affaires intérieures et de la Défense. Peu de temps après, il fonde son propre parti, Arménie prospère, et en est élu président. Il est réélu député en 2007 et participe aux commissions des Droits de l'homme et des Affaires publiques.
Après avoir annoncé son retrait de la politique en 2015, il y revient en 2017 en formant l'Alliance Tsarukyan, regroupant les parlementaires d'Arménie prospère,le Parti de l'Alliance et le Parti de la Mission. Lors des élections législatives de 2018, Arménie prospère recueille 8,26 % des voix, devenant le principal parti d'opposition.

### Sports
Diplômé de l'Institut national de culture physique en 1989, il est d'abord entraîneur et pratique à haut niveau la boxe, la lutte et le bras de fer (discipline dans laquelle il est sacré champion du monde en 1996 et champion d'Europe en 1998). Il préside le Comité national olympique arménien depuis 2004.

### La statue du Christ en Arménie
En janvier 2022, Tsarukyan a annoncé ses projets pour construire une statue massive de Jésus-Christ en Arménie. "Construire une statue du Christ est le souhait de ma famille. Elle deviendra un symbole d'espoir, de lumière et de progrès dans le pays, dont notre État et le peuple arménien ont sans aucun doute besoin", peut-on lire dans la déclaration de Tsarukyan. Cependant, il reçoit un soutien mineur et fait face à des critiques à grande échelle. L'Église apostolique arménienne n'était pas non plus favorable au culte de la construction de statues. La statue proposée mesure 33 mètres de haut et doit reposer sur un piédestal de 77 mètres et doit être installée sur le mont Hatis, culminant à 2 528 mètres d'altitude, à 30 km au nord-est d'Erevan. Le projet au-dessus de la communauté de Hatis comprendra 1 700 marches et un téléphérique. Les archéologues ont noté que le projet avait endommagé la forteresse Hatis, vieille de 3 000 ans, au sommet.
Ignorant les objections de l'Église apostolique arménienne, des archéologues et de nombreuses autres personnes, le gouvernement arménien a autorisé ce riche homme d’affaires à ériger cette statue géante de Jésus-Christ sur une montagne près d’Erevan. Confirmation du gouvernement du lieu, le processus de construction a commencé avec la cérémonie d'ouverture en du ministre de l'Économie Vahan Kerobyan.

## Controverses
Le dimanche 14 juin 2020, la maison de Tsarukyan a été perquisitionnée et il a été interrogé pendant plus de 8 heures par le Service de sécurité nationale (NSS). Le même jour, le Service de sécurité nationale (NSS) a publié quelques déclarations concernant Tsarukyan. L'une d'elle annonce qu'un groupe de membres du BHK, organisé par les « membres dirigeants » du parti, a distribué des rétributions financières aux électeurs lors des élections législatives de 2017. Une autre déclaration accuse les sociétés de jeux de Tsarukyan d'irrégularités financières coûtant plus de 29 milliards de drams (environ 60 millions de dollars) en dommages à l'État. Et un troisième cas a été annoncé, selon lequel l'administration du village d'Arinj avait vendu illégalement 7,5 hectares de terres communautaires à une autre entreprise Tsarukyan.
Le 15 juin, les forces de l'ordre ont demandé à l'Assemblée nationale de retirer à Gagik Tsarukyan son immunité parlementaire afin qu'il puisse être poursuivi. L'Assemblée nationale a voté à l'unanimité la levée de l'immunité de Tsarukyan le 16 juin, tandis que les deux partis d'opposition ont boycotté le vote et que Tsarukyan lui-même a refusé de répondre aux questions de ses collègues parlementaires. Peu de temps après avoir levé son immunité, Tsarukyan a été accusé d'avoir acheté 17 000 voix pour son parti lors des élections législatives d'avril 2017.
Le 11 novembre, après l'accord de cessez-le-feu dans la deuxième guerre du Haut-Karabakh de 2020, il a été arrêté parmi d'autres dirigeants de l'opposition pour « organisation illégale de rassemblements ». Le 13 novembre, ils ont été libérés après qu'un tribunal de juridiction générale d'Erevan ait jugé leur arrestation illégale.